# Baslerlied
Das Baslerlied «Z'Basel am mym Rhy» ist die inoffizielle Hymne der Stadt Basel.

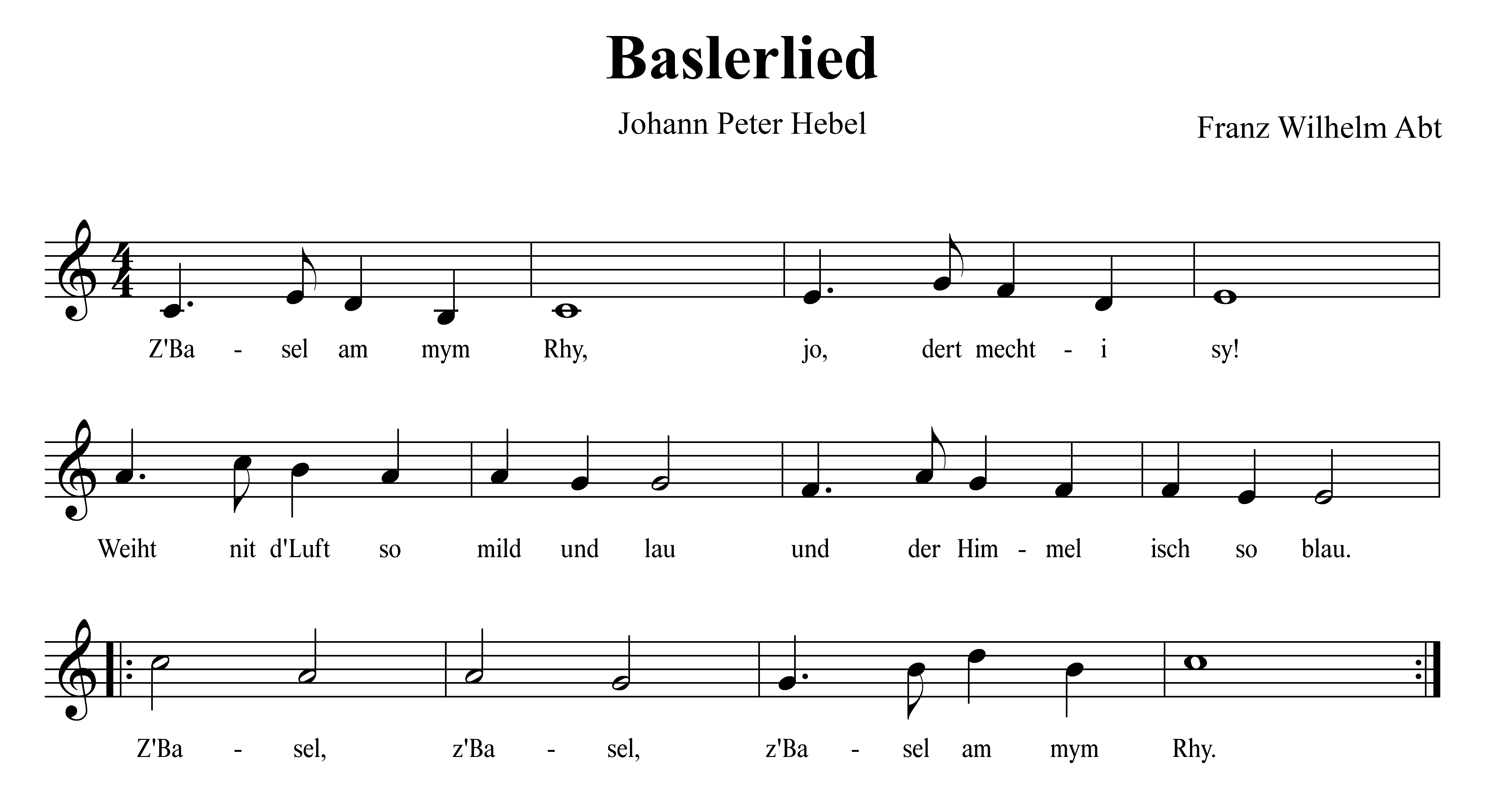
Baslerlied (Text und Melodie)

Der Text wurde von Johann Peter Hebel (1760–1826) in alemannischer Mundart verfasst. Er entstand im Jahr 1806 zunächst als Gedicht «Erinnerung an Basel» und war Susanna Miville-Kolb (1773–1846) gewidmet, welche Hebel wertschätzend als die „liebi Basler Frau“ bezeichnete. Der Erstdruck des Gedichts erfolgte jedoch erst nach dem Tod des Autors im Jahr 1834. Ein formal fast identisches Gedicht "Der verliebte Hauensteiner" erschien erstmals 1807 und wurde 1820 als "Der Schwarzwälder im Breisgau" veröffentlicht.
Die Melodie des Baslerliedes stammt vom deutschen Komponisten Franz Wilhelm Abt (1819–1885). Er vertonte damit im Jahr 1852 das Lied "Trinket Schwizerwi" von Johann Jacob Leuthy. Spätestens in der Mitte der 1870er-Jahre wurde die Melodie dann auf das Baslerlied übertragen, später auch in leicht abgewandelter Form auf die Markgräfler Variante von "Der Schwarzwälder im Breisgau". Schnell wurde das Lied dann zur Basler Hymne – bei jeder Gelegenheit gesungen, gespielt und später sogar als Militär- sowie als Fasnachtsmarsch umgesetzt. Darüber hinaus erfreut es sich als Fangesang «Rot-blau Eff-Cee-Bee» bei Fussballspielen des FC Basel grosser Beliebtheit, wenn auch mit teilweise abgeändertem Text.

## Texte

### Gedichtversion (J.P. Hebel)
«Erinnerung an Basel»
 An Frau Meville [sic]
Z’Basel an mi'm Rhi,

io, dört möchti sy!

Weiht nit d’Luft so mild und lau,

und der Himmel isch so blau

An mi'm liebe Rhi.

In der Münster Schuel,

uf mein herte Stuehl,

magi zwor iez nüt meh ha,

d’Töpli stöhn mer nümmen a

in der Basler Schuel.

Aber uf der Pfalz

alle Lüte gfallt’s.

O wie wechsle Berg und Thal,

Land und Wasser überal,

vor der Basler Pfalz!

Uf der breite Bruck,

für si hi und z’ruck,

nei, was sieht me Here stoh,

nei, was sieht me Jumpfere goh,

uf der Basler Bruck!

Eins isch nimme do,

wo ischs ane cho?

’s Scholers Nase, weie weh,

git der Bruck kei Schatte meh.

Wo bisch ane cho?

Wie ne freie Spatz,

uffem Peters Platz,

fliegi um, und ’s wird mer wohl,

wie im Buebe-Kamisol,

uffem Peters Platz.

Uf der grüene Schanz,

in der Sunne Glanz,

woni Sinn und Auge ha,

lacht’s mi nit so lieblig a,

bis go Sante Hans.

’s Seilers Rädli springt;

los, der Vogel singt.

Summervögeli iung und froh

ziehn de blaue Blueme no.

Alles singt und springt.

Und e bravi Frau

wohnt dört ussen au.

„Gunnich Gott e frohe Mueth!

Nehmich Gott in treui Huet,

liebi Basler Frau!“